# Teluk Dalam (Teluk Dalam)
Teluk Dalam is een bestuurslaag in het regentschap Asahan van de provincie Noord-Sumatra, Indonesië. Teluk Dalam telt 3296 inwoners (volkstelling 2010).